# Royal Tyrrell Museum of Palaeontology
Het Royal Tyrell Museum of Palaeontology is een van de belangrijkste musea ter wereld over dinosauriërs. Het heeft een verzameling van meer dan 160.000 fossielen. Het ligt in Drumheller in de Canadese provincie Alberta op zowat 135 kilometer ten oosten van Calgary.

## Geschiedenis
Het museum is genoemd naar de geoloog Joseph Burr Tyrrell, die hier in 1884 het eerste fossiel van een dinosauriër in de Red Deer-vallei vond, terwijl hij eigenlijk op zoek was naar steenkool. Het door hem ontdekte fossiel werd Albertosaurus genoemd, een neefje van Tyrannosaurus rex.
Het museum werd opgericht in 1985 en kreeg in 1990 het predicaat koninklijk, Royal. De meeste vondsten komen uit de nabij gelegen Alberta Badlands, het Dinosaur Provincial Park en Devil's Coulee.

## Expositie
Het museum heeft in zijn grote "Dinosaur Hall" een veertigtal grotendeels complete en met originele fossiele beenderen gemonteerde skeletten. Daaronder Tyrannosaurus rex, Albertosaurus, Stegosaurus, Triceratops en Edmontosaurus. Het gitzwarte skelet van de tyrannosaurus wordt "Black Beauty" genoemd en is een van de meest complete skeletten van een tyrannosaurus die tot nu toe gevonden zijn. Een recente aanwinst is het exemplaar "Hellboy" dat benoemd is tot de nieuwe soort Regaliceratops .
De "Age of the Mammals" en "Ice Ages" tonen skeletten van onder meer mammoeten, sabeltandtijgers, en Gomphotherium. De Burgess Shale galerij toont fossielen uit het Cambrium die in de Rocky Mountains zijn gevonden. De "Triassic Giant" toont een 21 meter lange ichthyosauriër Shastasaurus sikanniensis.
Sinds mei 2017 wordt in "Grounds for discovery" het fossiel van een Nodosaurus tentoongesteld. Het is het best bewaard gebleven dinosaurus-fossiel tot nu toe. Niet alleen het skelet maar ook de huid en stekels en bepantsering van deze herbivoor zijn bewaard gebleven. Het werd in 2011 in het noorden van Alberta in een mijn ontdekt en het kostte 7000 uren om het fossiel uit het gesteente te halen.
Bezoekers kunnen bij het "Preparation Lab" naar binnen kijken hoe onderzoekers fossielen uit het gesteente halen. Het museum organiseert voor bezoekers "Field Trips" waarbij ze onder leiding van paleontologen, dino-beenderen kunnen opgraven in de nabij gelegen Badlands.

## Beelden

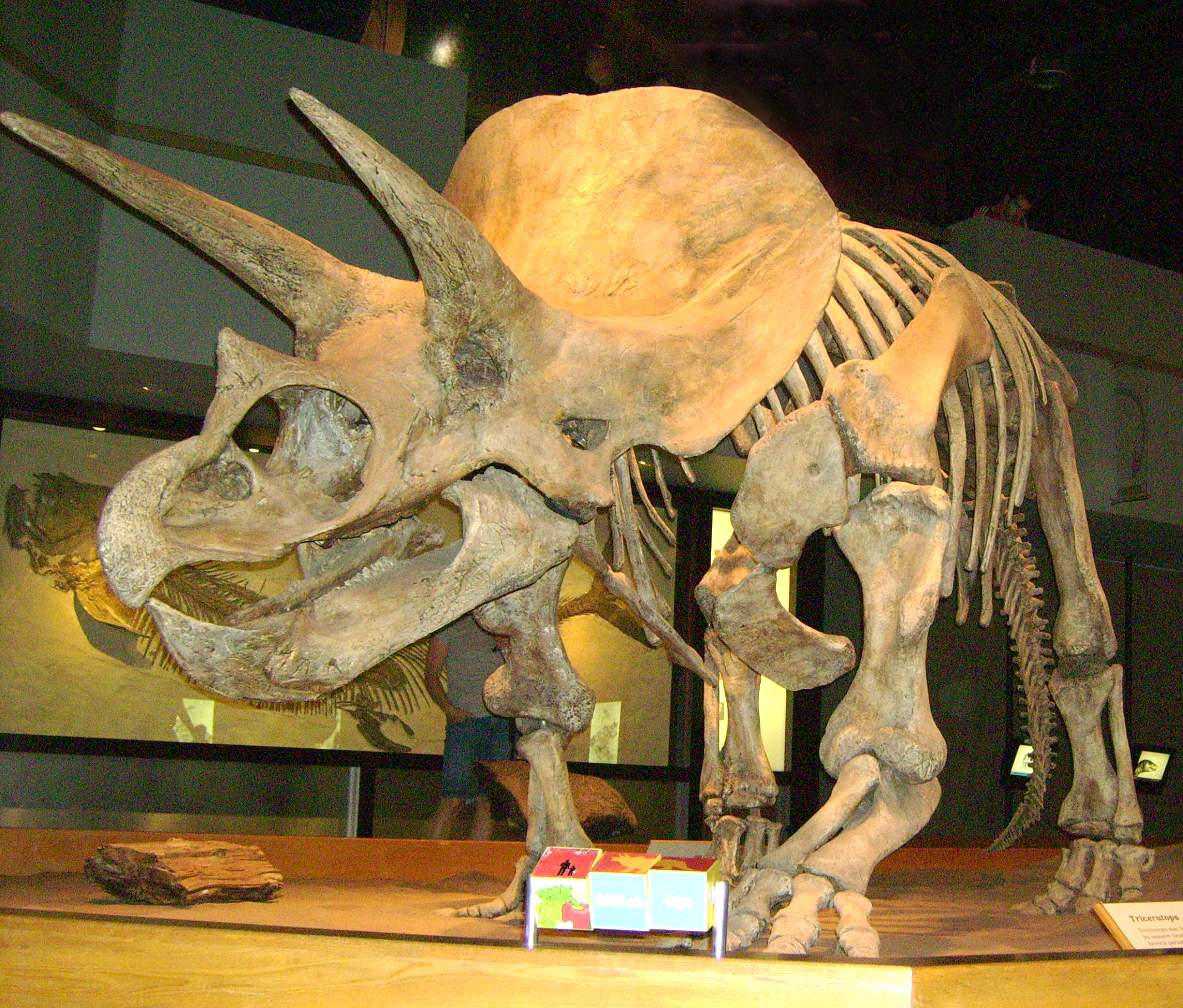
Triceratops
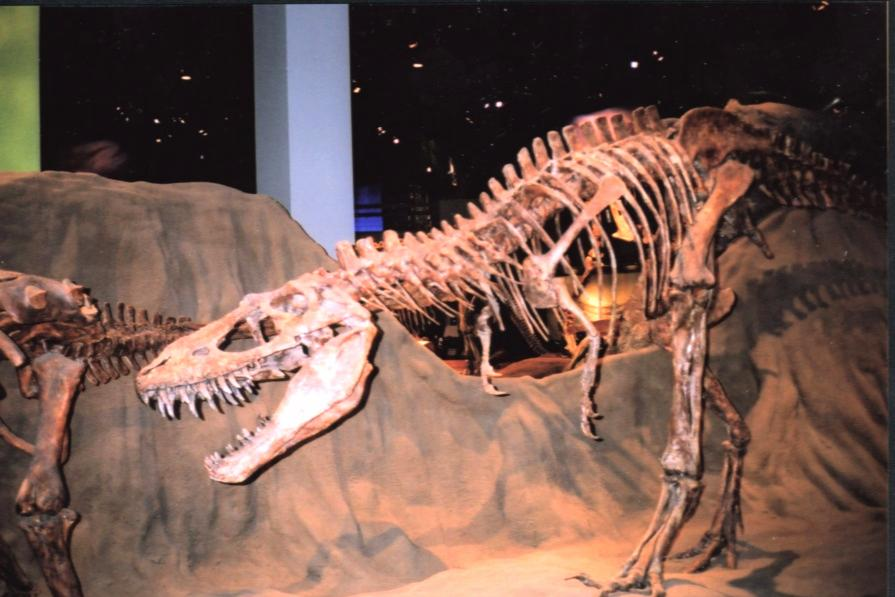
Een theropode en een ankylosaurus
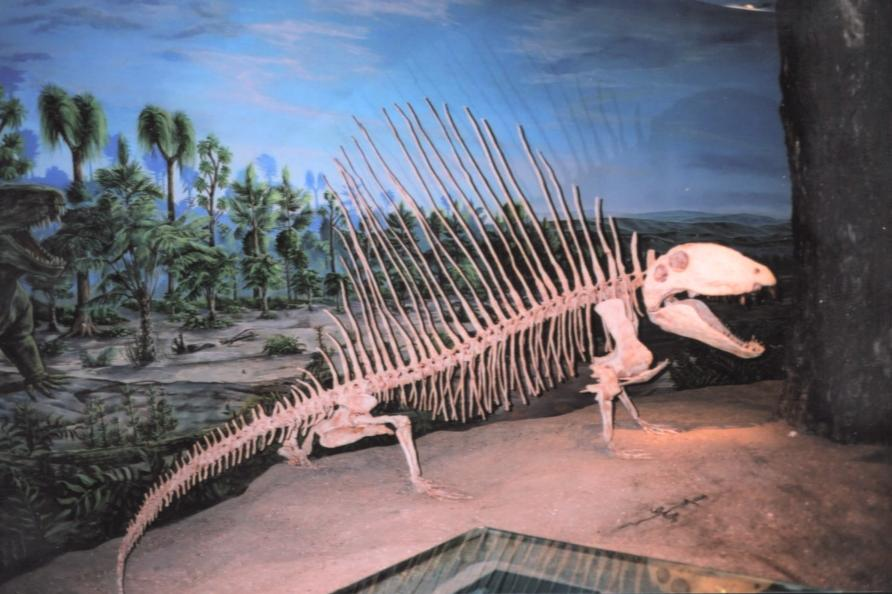
Dimetrodon
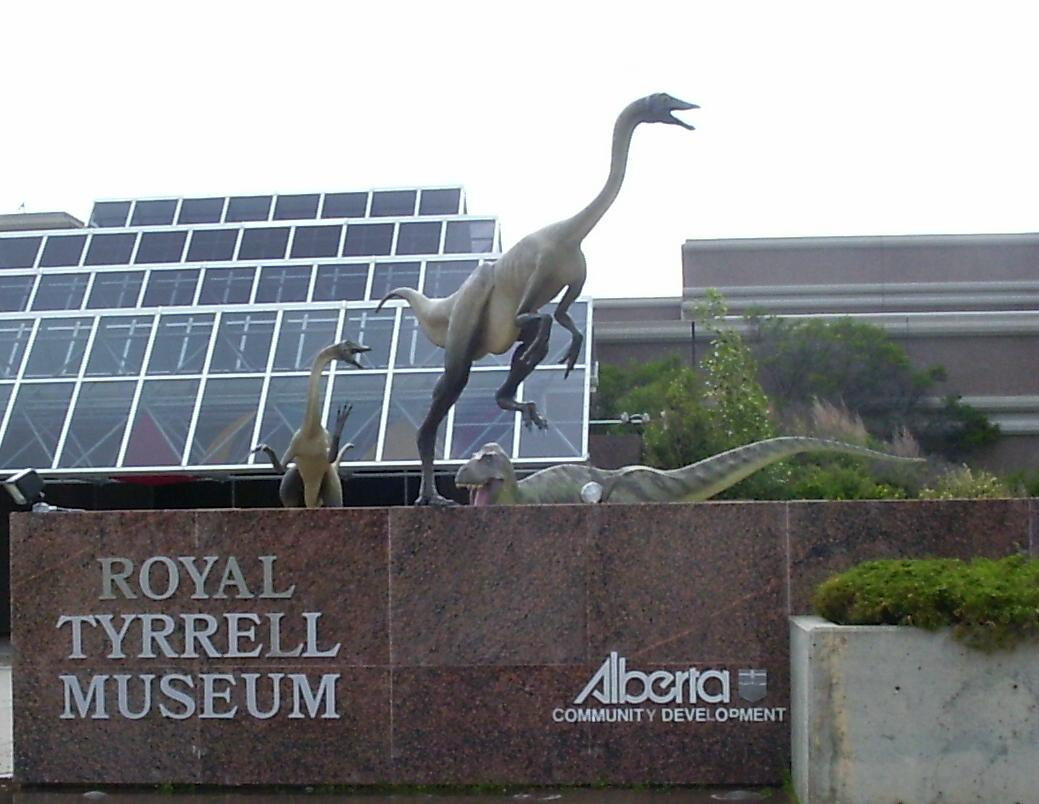
Royal Tyrrell Museum
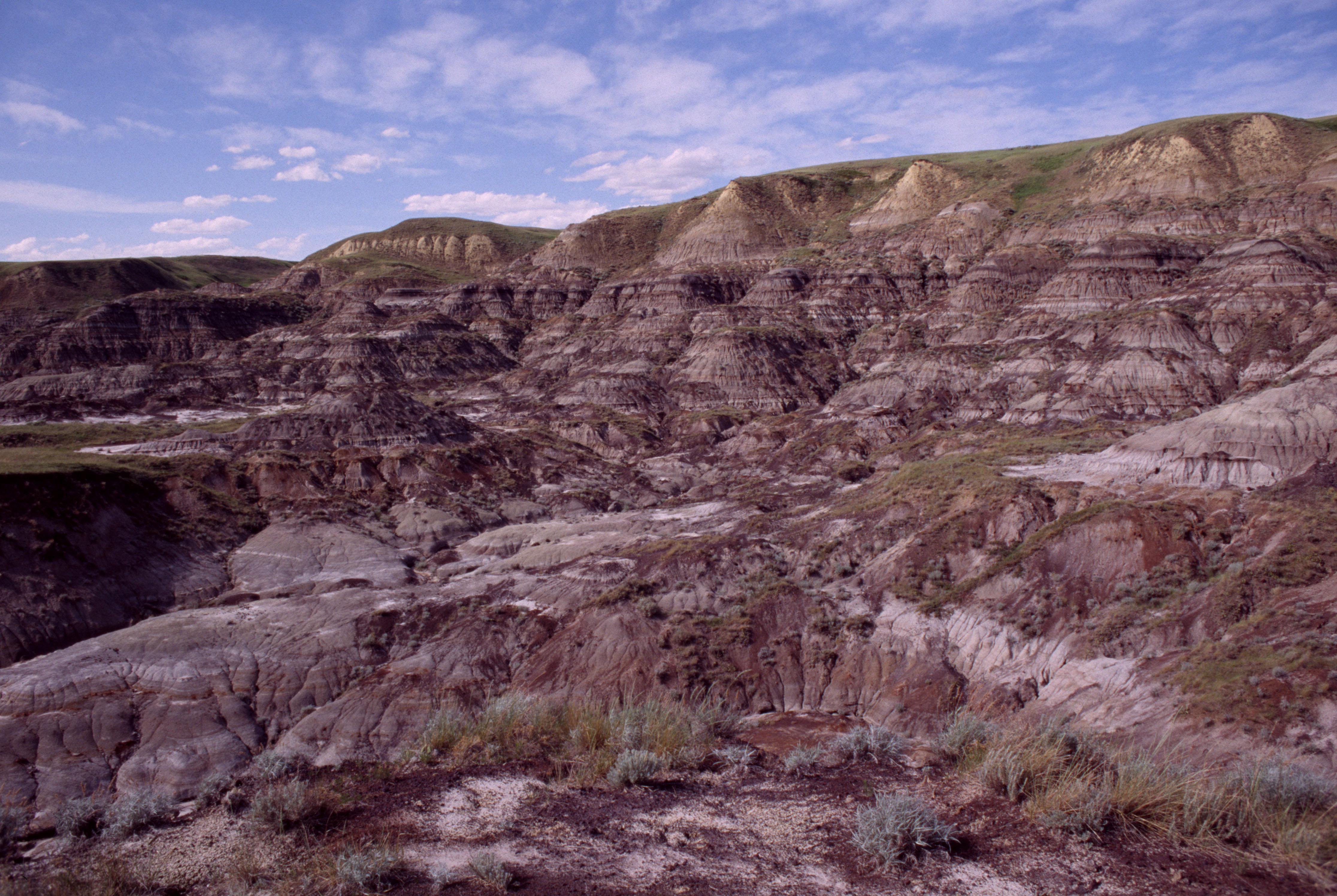
Drumheller Badlands
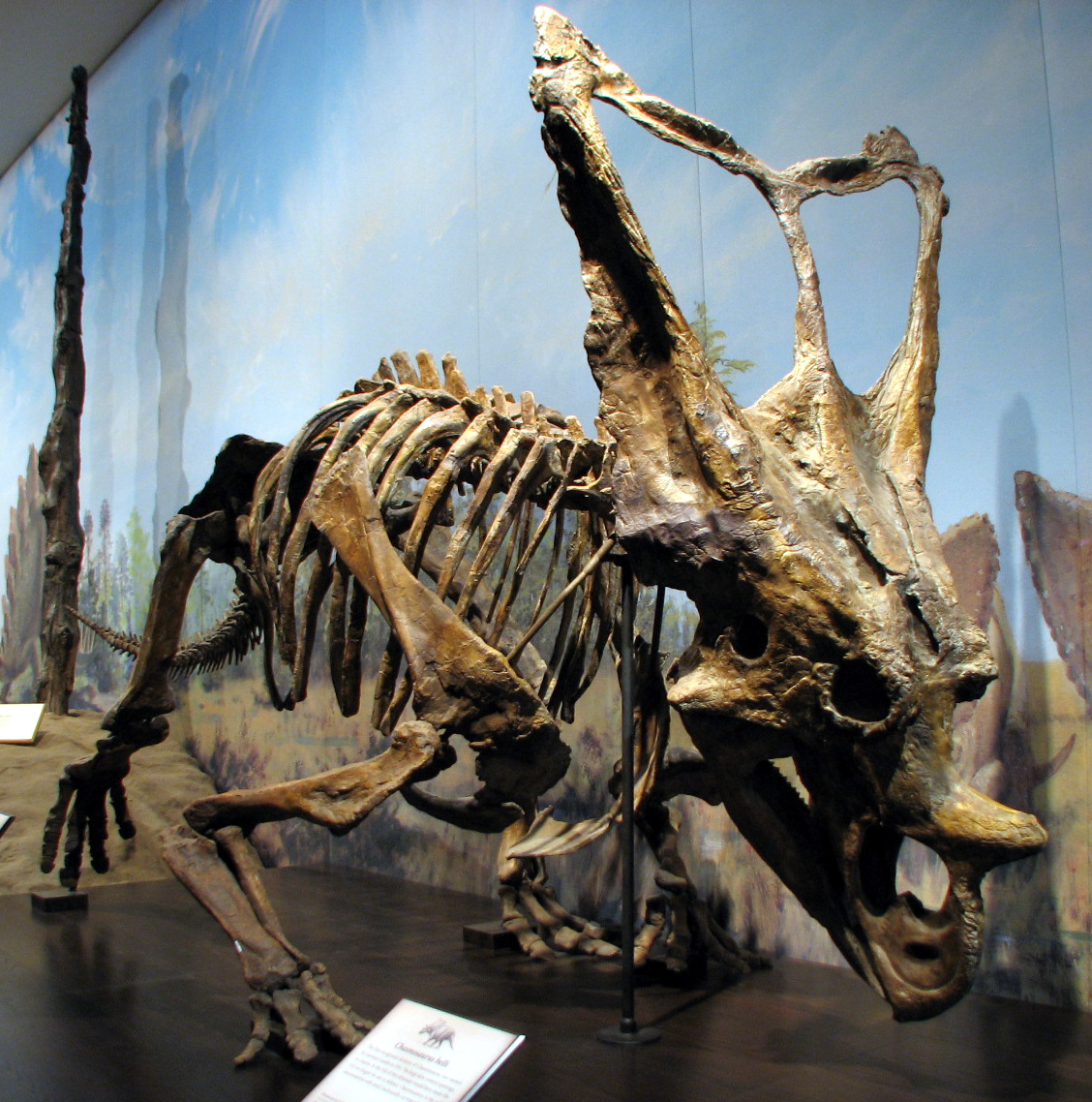
Chasmosaurus belli
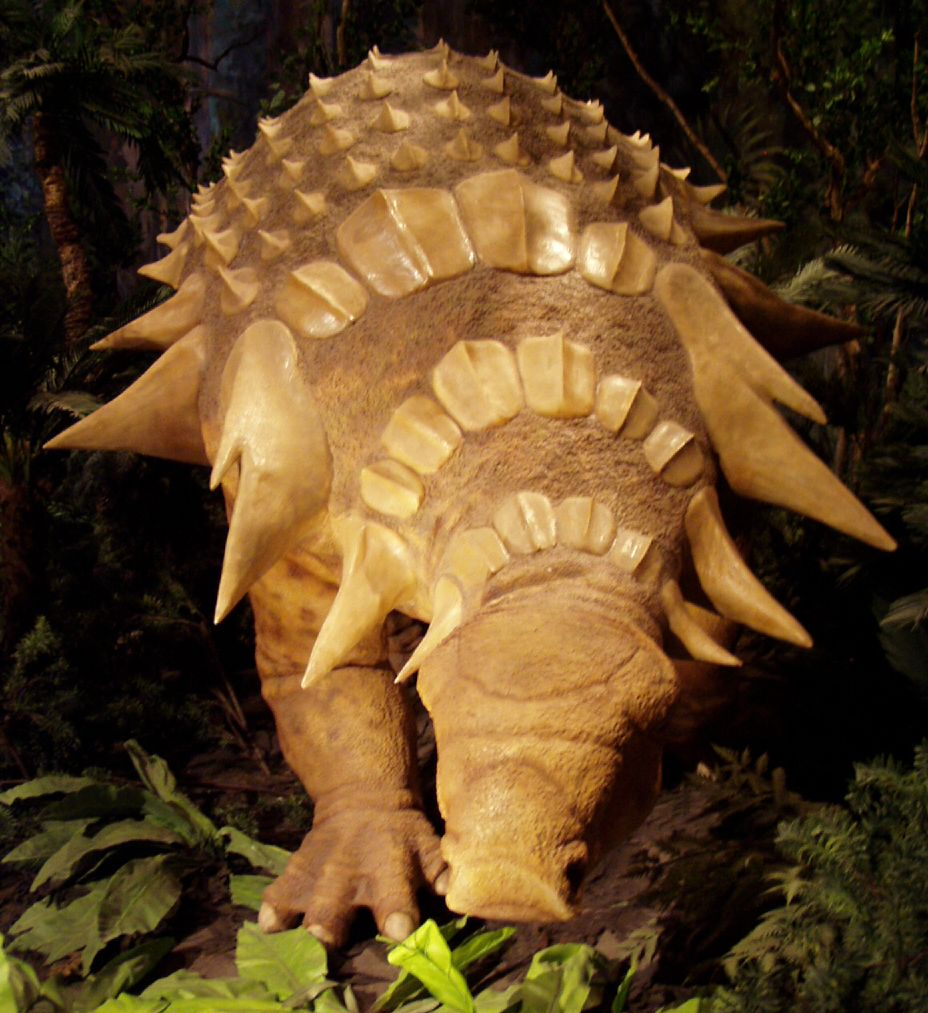
Edmontonia
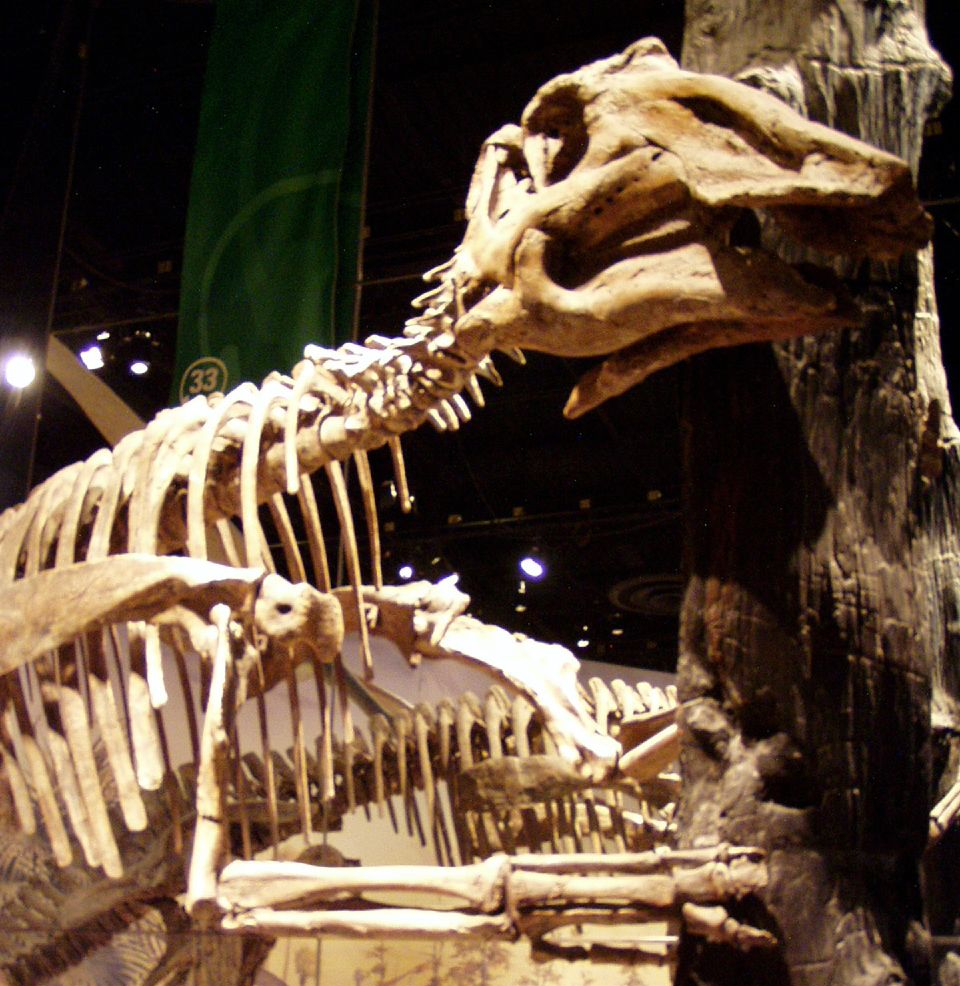
Prosaurolophus
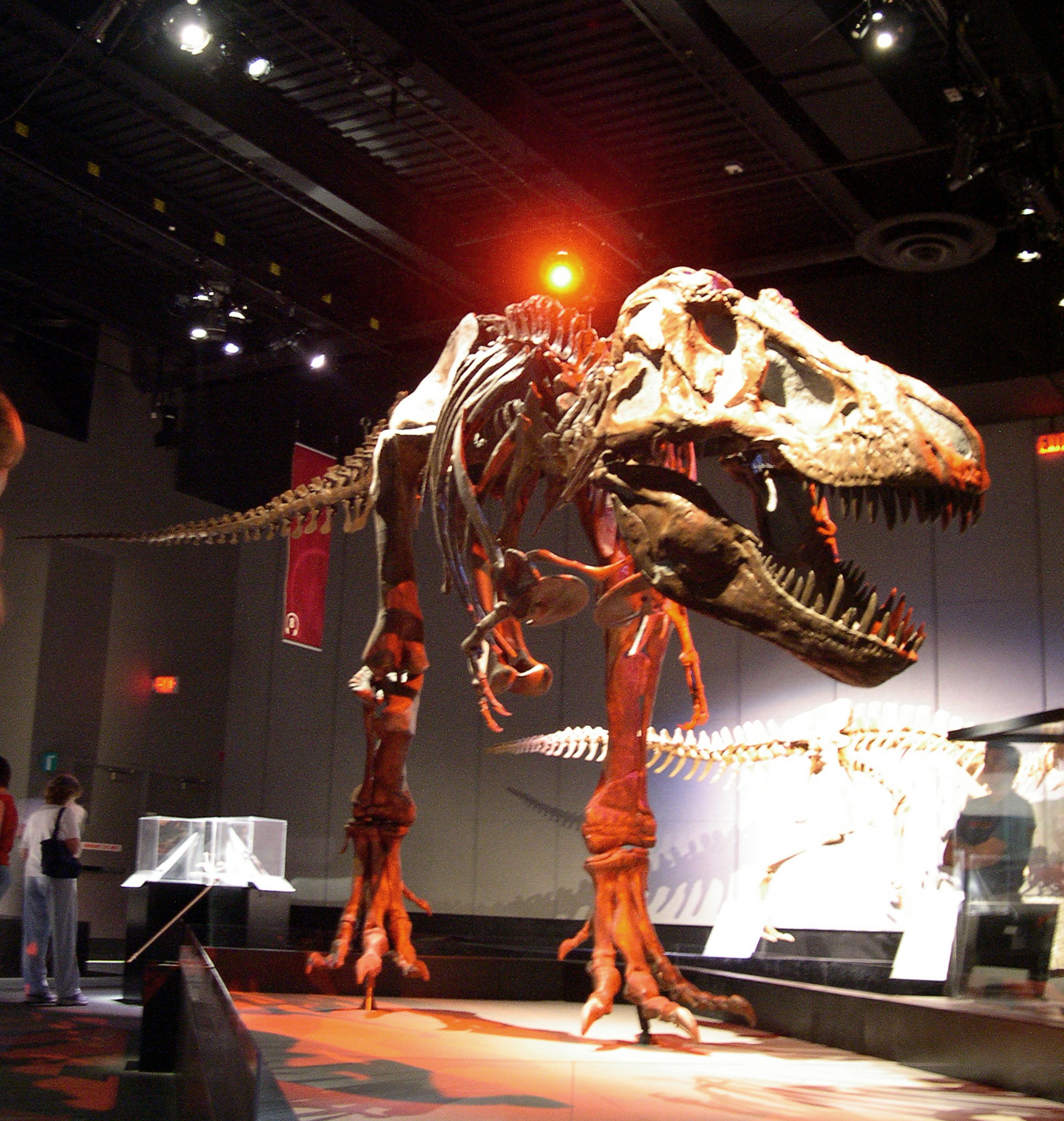
Tyrannosaurus
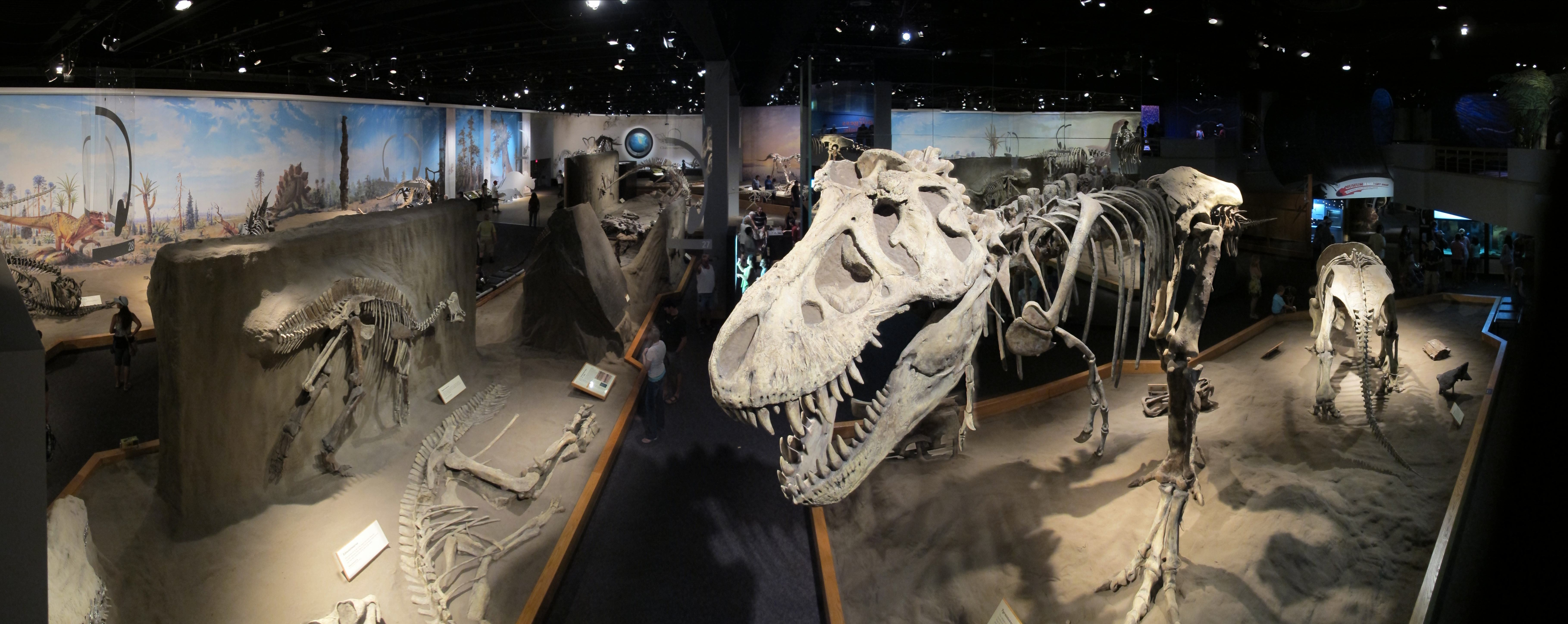
Dinosaur Hall
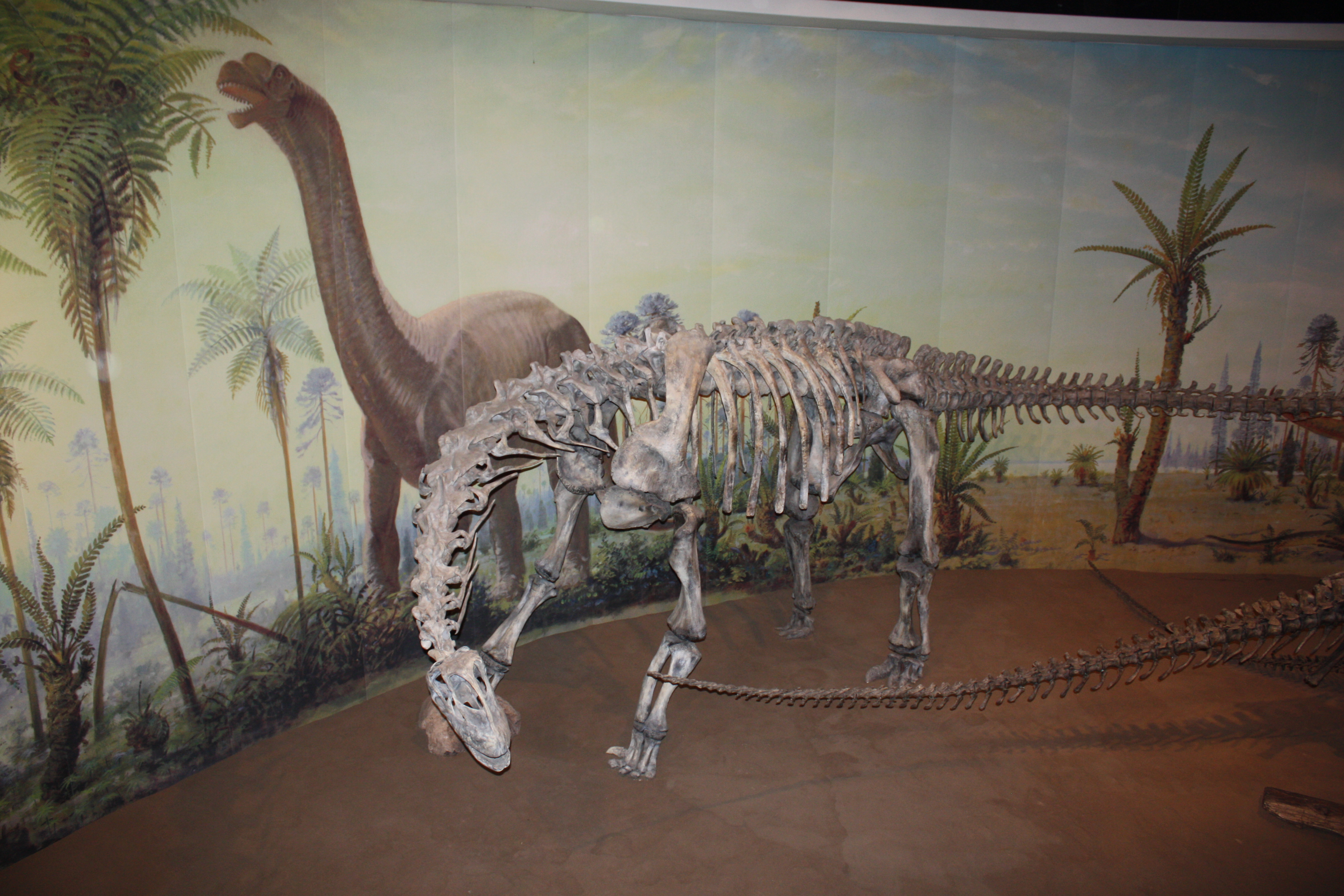
Een Camarasaurus
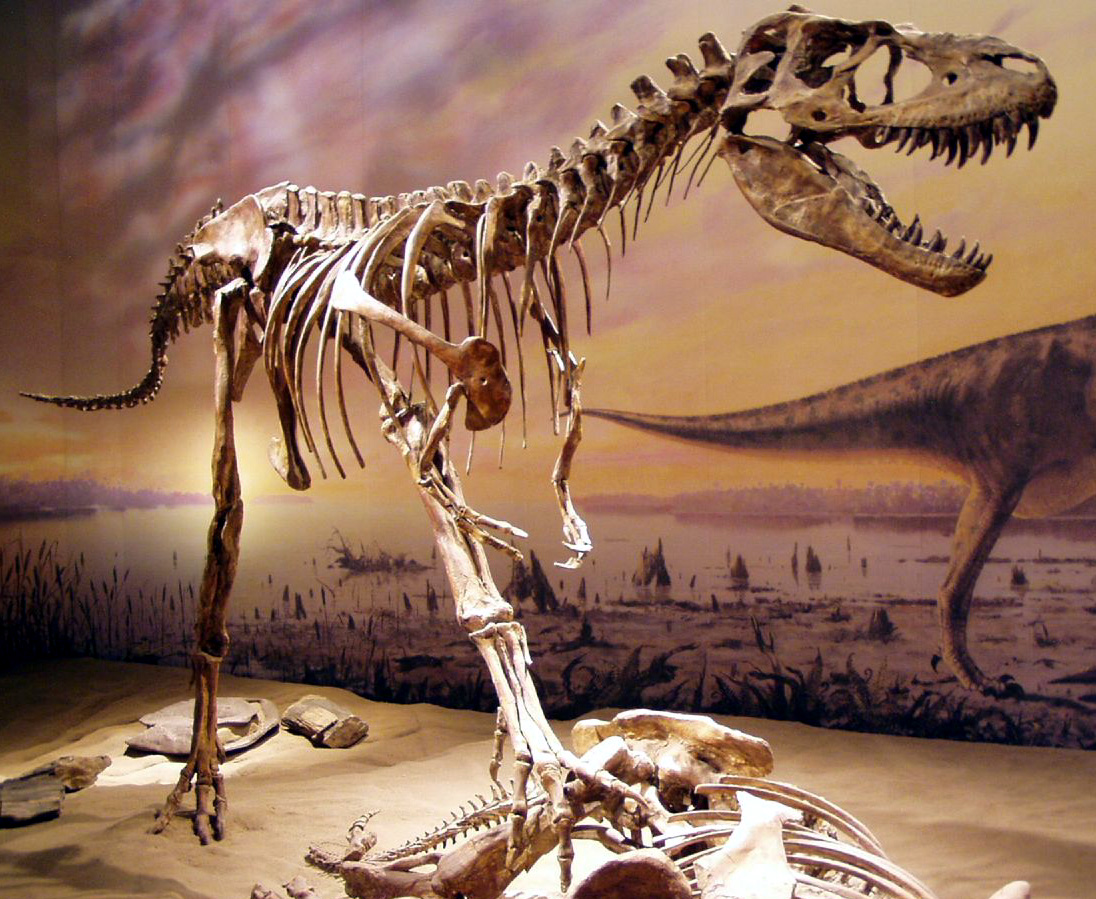
Gorgosaurus in het Royal Tyrrell Museum
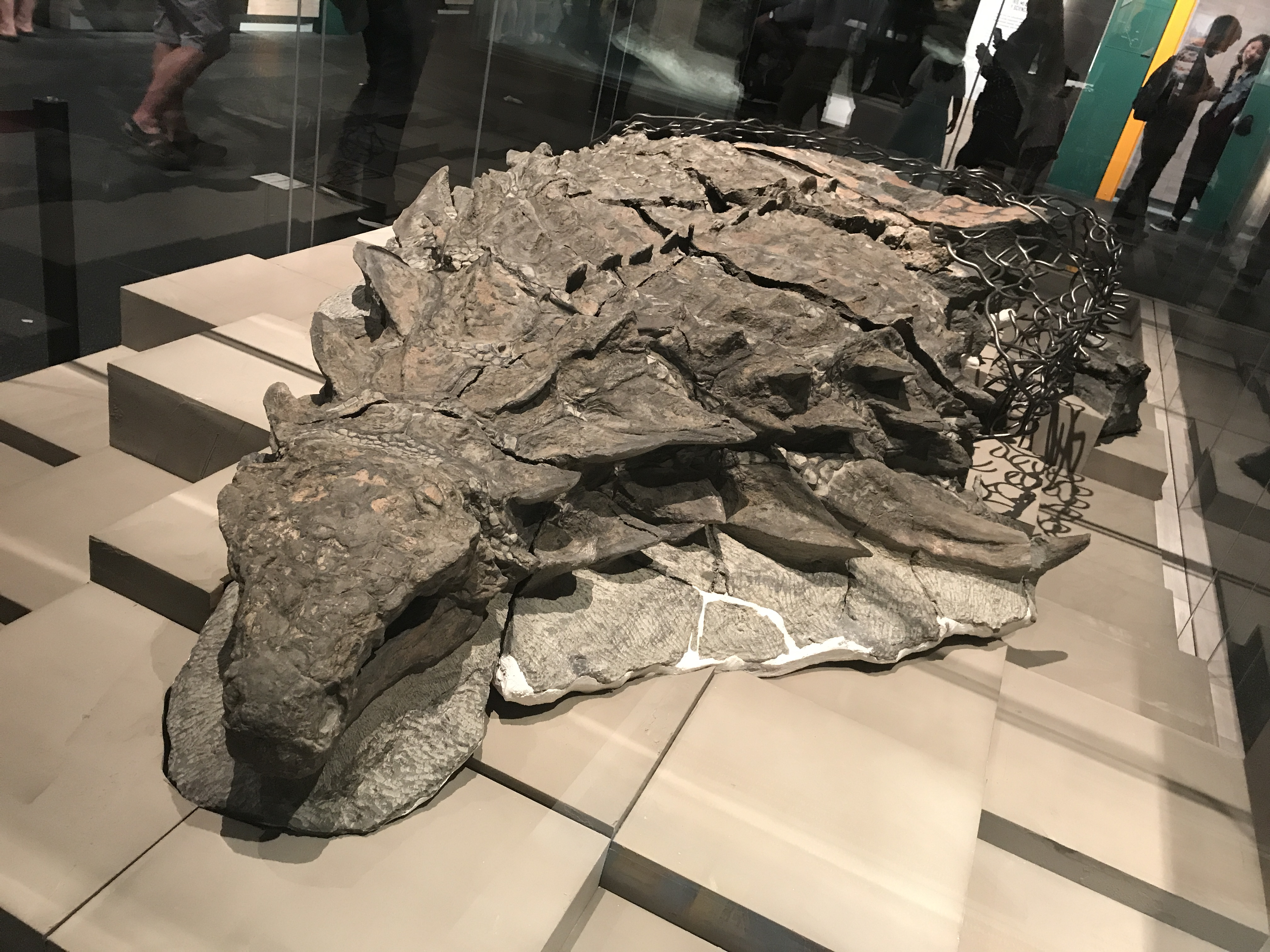
Nodosaurus